# Anagyrus almoriensis
Anagyrus almoriensis är en stekelart som beskrevs av Shafee, Alam och Agarwal 1975. Anagyrus almoriensis ingår i släktet Anagyrus och familjen sköldlussteklar.
Artens utbredningsområde är Taiwan. Inga underarter finns listade i Catalogue of Life.